# Everardo IV de Wurtemberg
Everardo IV (Stuttgart, 23 de agosto de 1388-Waiblingen, 2 de julio de 1419) fue conde de Wurtemberg ndesde 1417 hasta 1419.

## Vida
Era el hijo mayor de Everardo III, conde de Wurtemberg y Antonia Visconti. El 13 de noviembre de 1397 se comprometió con Enriqueta de Mömpelgard. Enriqueta era la hija mayor y principal heredera de Enrique de Mömpelgard, que murió en 1396 un año antes que su padre, el conde Esteban de Mömpelgard. Su matrimonio, que tuvo lugar en 1407 a lo más tardar, fue la causa de que el condado de Mömpelgard o Montbéliard se convirtiera en parte de Wurtemberg. Everardo IV también tuvo un hijo con Agnes von Dagersheim.
Everardo IV intervino de forma activa en los asuntos de estado desde 1407. A partir de 1409 gobernó el condado de Mömpelgard junto con Enriqueta. Al fallecer Everardo III el 16 de mayo de 1417, se convirtió en el gobernante de todo Wurtemberg. Cuando murió el 2 de julio de 1419, los dos hijos de Everardo, Luis, que más tarde se convertiría en conde Luis I, y Ulrico, más tarde conde Ulrico V, sólo tenían siete y seis años de edad, respectivamente. Se instituyó una regencia con Enriqueta y hasta 32 consejeros de Wurtemberg.

## Familia e hijos
Se casó con Enriqueta de Mömpelgard y tuvieron dos hijos y una hija:
1. Ana de Wurtemberg (1408-1471), que se casó con Felipe I de Katzenelnbogen
2. Luis I de Wurtemberg (1412 - 24 de septiembre de 1450, Urach).
3. Ulrico V de Wurtemberg (1413 - 1 de septiembre de 1480, Leonberg).